# Campeonato de Primera División por ACOFA 1982
El Campeonato de Fútbol de Primera División por ACOFA 1982, fue la edición número 1 de (Primera División Aficionada) en disputarse. Respaldada por la Dirección General de Deportes y FEDEFUTBOL. Siendo el campeón del año 1981 la A.D. Fraternidad de Santa Bárbara.
Este campeonato en principio constó de 18 equipos debidamente clasificados en la Asociación Costarricense de Fútbol Aficionado por (ACOFA). Anteriormente en 1981, 2.ª. División Aficionada.
Los equipos clasificados fueron: A.D. Fraternidad de Santa Bárbara, A.D. Municipal Buenos Aires, A.D. La Fortuna de San Carlos, A.D. Tucurrique de Turrialba, Santos de Guápiles F.C, Arlequin de Paraíso, Independiente Santa Rosa de Turrialba F.C, A.D. Pavas, A.D. Salitral de Santa Ana, A.D. Belén Calle Flores, A.D. Municipal Montes de Oca, A.D. Municipa Generaleña, Deportivo Barcelona de Bagaces, C. Atlético Corrales de Esparza, Deportivo Hojancha, A.D. Miravalles, Selección de Osa y la A.D. San Sebastián.
No obstante, hubo algunos cambios en los grupos quedando solo dos. Uno de cinco clubes y otro de siete en la calendarización de juegos por disputar.

## Clubes de Primera División Auspiciada por ACOFA
| Zona A-B | Zona A-B                                  |
| -------- | ----------------------------------------- |
| 1        | Santos de Guápiles F.C                    |
| 2        | A.D. Buenos Aires de Puntarenas           |
| 3        | A.D. Tucurrique de Turrialba              |
| 4        | A.D. Instituto Roosevelt en Montes de Oca |
| 5        | Deportivo General Viejo de Pérez Zeledón  |

| Zona C-D | Zona C-D                          |
| -------- | --------------------------------- |
| 1        | A.D. Belén Calle Flores           |
| 2        | A.D. Fraternidad de Santa Bárbara |
| 3        | A.D. Pavas                        |
| 4        | A.D. La Fortuna de San Carlos     |
| 5        | C. Atlético Corrales de Esparza   |
| 6        | A.D. Miravalles                   |
| 7        | A.D. Salitral de Santa Ana        |

## Formato del Torneo
Los dos equipos clasificados en cada zona jugarán una cuadrangular a dos vueltas, de los que se clasificaran dos equipos. Para disputar un torneo final y decidir el campeón nacional de ACOFA.

## Campeón Monarca de Primera División por ACOFA 1982
| Campeonato de Primera División por ACOFA 1982                                  | Campeonato de Primera División por ACOFA 1982 |
| ------------------------------------------------------------------------------ | --------------------------------------------- |
| Campeón Nacional de Primera División de ACOFA 1982. Santos de Guápiles F.C     |                                               |
| Subcampeón Nacional de Primera División de ACOFA 1982. A.D. Belén Calle Flores |                                               |

## Ligas Superiores
- Primera División de Costa Rica 1982

- Campeonato de Segunda División de Costa Rica 1981-1982

- Tercera División de Costa Rica 1982 (2.ª. División de Ascenso)

## Liga Inferior
- Segunda División por ACOFA 1982

- Segunda División B por ACOFA 1982

## Torneos
| Predecesor: Campeonato 1981 | 'Campeonato de Primera División Aficionada 1982' Campeonato 1982 | Sucesor: Campeonato 1983 |